# 2-nitronaftaleen
2-nitronaftaleen of β-nitronaftaleen is een aromatische nitroverbinding. Ze bestaat uit een naftaleenkern waarop een nitrogroep is gesubstitueerd. Het is een van de twee mogelijke nitronaftaleen-isomeren; de andere is 1-nitronaftaleen of α-nitronaftaleen. Het is een brandbare, vaste stof en is bijna niet oplosbaar in water.

## Synthese
2-nitronaftaleen wordt samen met 1-nitronaftaleen bereid door de aromatische nitrering van naftaleen. Bij deze nitrering is 2-nitronaftaleen het bijproduct; het reactieproduct bestaat voor ongeveer 95% uit 1-nitronaftaleen en minder dan 5% is 2-nitronaftaleen.

## Toepassingen
2-nitronaftaleen kan gereduceerd worden tot 2-naftylamine, waarmee synthetische azokleurstoffen gemaakt werden. Maar omdat zowel 2-nitronaftaleen als 2-naftylamine carcinogeen zijn, wordt dit niet meer toegepast.